# إريك يونغ (مصارع محترف)
اريك يونغ هو مصارع محترف كندي، ولد في 15 ديسمبر 1979 في Dawn-Euphemia ‏ في كندا.

## وصلات خارجية
- اريك يونغ على موقع دبليو دبليو إي (الإنجليزية)
- اريك يونغ على موقع WrestlingData.com (الإنجليزية)
- اريك يونغ على موقع CageMatch worker (الإنجليزية)
- اريك يونغ على موقع قاعدة بيانات المصارعة على الإنترنت (الإنجليزية)
- اريك يونغ على موقع عالم المصارعة على الإنترنت (الإنجليزية)
- اريك يونغ على موقع عالم المصارعة على الإنترنت (الإنجليزية)
- اريك يونغ على موقع IMDb (الإنجليزية)
- اريك يونغ على موقع قاعدة بيانات الفيلم (الإنجليزية)